# پارک ملی او فانگ نگا
پارک ملی او فانگ نگا (به لاتین: Ao Phang Nga National Park) یک پارک ملی در تایلند است که در Phang Nga Province, Thailand واقع شده‌است.